# 于敏构型
于敏构型是由中国核科学家于敏在内的“轻核理论组”于20世纪60年代主导设计的一种氢弹物理构型。根据部分资料显示，其比T-U构型在小型化设计上更加浓缩，而中国首爆氢弹的体积相较美国的也更小。中华人民共和国官方声称其与美国于1951年提出的TU氢弹构型为世界上仅有的两种氢弹构型设计。
1967年6月17日8时许，首枚基于于敏构型的氢弹由徐克江机组驾驶的轰-6轰炸机在罗布泊沙漠的试验场上投放试爆成功。